# Boris Pandža
Boris Pandža (* 15. Dezember 1986 in Mostar, SFR Jugoslawien) ist ein bosnisch-herzegowinischer Fußballspieler auf der Position eines Abwehrspielers.

## Karriere

### Jugend und Vereinskarriere
Pandža begann seine aktive Karriere als Fußballspieler in seiner Heimatstadt im Nachwuchsbereich des HŠK Zrinjski Mostar. Nach einigen Jahren im Nachwuchs wechselte er in die Jugendabteilung von Široki Brijeg. Dort spielte er bis 2004 in verschiedenen Jugendspielklassen, ehe er in den Kader der Profimannschaft aufrückte.
Dort kam er ab der Saison 2004/05 zu seinen ersten Einsätzen im Profifußball. Gleich bei seiner ersten Saison stand er mit der Mannschaft in der Abschlusstabelle auf dem dritten Rang, welcher den Startplatz in der ersten Qualifikationsrunde zum UEFA-Pokal 2005/06 bedeutete.
Die Saison 2005/06 lief für Pandža und sein Team um einiges besser als in der vorhergegangenen Saison. Nach insgesamt 30 Ligaspielen, in denen auch Pandža das eine oder andere Mal zum Einsatz kam, stand er mit der Profimannschaft des NK Široki Brijeg auf dem ersten Tabellenplatz. Zwar hatte das Team am Ende der Saison nur 38 Tore erzielt, was sogar noch unter dem Durchschnitt lag, doch war der Meistertitel zum Großteil der Abwehrreihe von NK Široki Brijeg und somit auch Pandža als Innenverteidiger zu verdanken, die während der gesamten Spielzeit nur 19 Tore „kassierten“.
Ende 2006 gab Pandža seinen Rücktritt beim Verein aus Široki Brijeg bekannt; woraufhin er Anfang 2007 für eine Ablösesumme von 200.000 Euro einen Vertrag beim kroatischen Traditionsklub Hajduk Split unterschrieb. Gleich in seiner ersten Saison beim kroatischen Klub kam Pandža ab der 26. Runde bei acht Spielen zum Einsatz, bei denen er jeweils die gesamte Spieldauer auf dem Platz stand. Sein Vereinsdebüt gab er dabei am 14. April 2007 beim 1:0-Auswärtssieg über Cibalia Vinkovci.
In der Abschlusstabelle der Saison 2006/07 lag Hajduk Split mit 20 Punkten weniger hinter Dinamo Zagreb auf dem zweiten Tabellenrang und sicherte sich so nicht nur den Vizemeistertitel, sondern auch einen Startplatz in der ersten Qualifikationsrunde zum UEFA-Pokal 2007/08. Dabei erreichte das Team ohne Pandžas Beteiligung die zweite Qualifikationsrunde, wo man allerdings nach Hin- und Rückspiel mit einem Gesamtscore von 1:2 gegen den italienischen Klub Sampdoria Genua ausschied. Bei der 0:1-Niederlage im Hinspiel, wo er die komplette 2. Halbzeit auf dem Platz stand, sammelte Pandža seine ersten UEFA-Pokal-Erfahrungen.
Während der Saison 2007/08 absolvierte der junge Innenverteidiger zehn Spiele und wurde dabei zwei Mal mit einer gelben Karte verwarnt. Am Ende der Saison rangierte die Mannschaft zwar nur auf dem fünften Platz, qualifizierte sich als Finalist im Hrvatski nogometni kup, dem kroatischen Fußballpokal, für die erste Qualifikationsrunde zum UEFA-Pokal 2008/09. Beim Hinspiel der ersten Runde (4:0 über den FC Birkirkara) kam Pandža zum Einsatz; in der zweiten Qualifikationsrunde schied die Mannschaft abermals, wie auch schon im Jahr zuvor, aus dem laufenden Bewerb aus.
Im Ligageschehen der Spielzeit 2008/09 kam Pandža vermehrt zum Einsatz und kam am Ende der Saison als kroatischer Vizemeister auf eine Bilanz von 24 Einsätzen, einem Tor, sowie einem Assist. Weiters bekam er während der gesamten Spielzeit zwölf Mal die Gelbe Karte. Sein bis dato erstes und einziges Tor als Profifußballspieler erzielte er in dem für ihn letzten Spiel der Saison in der 31. Runde beim 2:0-Heimsieg über HNK Šibenik in der 25. Spielminute via Kopfball. Nachdem ihn Vertreter des englischen Premier-League-Klubs Stoke City beobachtet haben, wurde in den Medien von den guten Aussichten berichtet, dass Pandža im Sommer 2009 nach England wechseln sollte. Doch wie später berichtet wurde, platzte das angebliche Vertragsangebot und Pandža kam weiter bei Hajduk Split zum Einsatz. Außerdem kam er mit dem Team ein weiteres Mal ins Finale des Kroatischen Cups, wo man, wie schon ein Jahr zuvor, gegen Dinamo Zagreb ausschied.
Während der Spielzeit 2009/10 kam Pandža in 19 Ligaspielen zum Einsatz und erzielte dabei ein Tor. Des Weiteren spielte er in beiden Spielen der 3. Qualifikationsrunde der UEFA Europa League 2009/10 die volle Spieldauer durch. Danach schied das Team mit einem Gesamtscore von 1:2 aus Hin- und Rückspiel gegen MŠK Žilina vom Wettbewerb aus.
Während der Saison 2013/14 spielte er für den polnischen Verein Górnik Zabrze, doch nach elf Ligaeinsätzen verließ er den Verein am Saisonende. Am 1. September 2014 unterschrieb Boris Pandža eine 3-Jahres-Vertrag bei seinem ehemaligen Klub NK Široki Brijeg. Nach vier Spielzeiten dort wechselte er weiter zum kroatischen Zweitligisten HNK Šibenik.

### Nationalmannschaft
Seine ersten internationalen Erfahrungen machte Pandža, als er für das bosnisch-herzegowinische U-21-Nationalteam einige Einsätze absolvierte. Seit dem Jahre 2007 spielt er auch für das A-Nationalteam seines Heimatlandes, für das er bis dato 21 Spiele absolvierte. Sein A-Team-Debüt gab er am 2. Juni 2007 beim Qualifikationsspiel zur Europameisterschaft 2008 gegen die Türkei, als er in der 95. Spielminute für Zlatan Muslimović ins Spiel kam. Bereits bei seinem zweiten Teameinsatz vier Tage später (1:0 über Malta) stand er die gesamte Spieldauer auf dem Platz.

## Erfolge
- 1× Meister der bosnisch-herzegowinischen Premijer Liga: 2005/06
- 2× Vizemeister der kroatischen 1. HNL: 2006/07, 2008/09
- 2× Kroatischer-Cup-Finalist: 2007/08, 2008/09